# Горловский городской совет
 Горловский городской совет — одна из административно-территориальных единиц в составе Донецкой области и орган местного самоуправления. Входит в состав Горловско-Енакиевской агломерации.
17 июля 2020 года горсовет был присоединён к Горловскому району.

## Состав
Горловский городской совет — 260 662 чел.
- город Горловка — 244 033 чел.
- пгт Гольмовский — 6 820 чел.
- пгт Пантелеймоновка — 7 800 чел.
- Сельское население – 2 009 чел.

Всего 1 город, 2 пгт, а также поселковые советы (сельское население).

## Экономика
Угольная (ГКХ «Артёмуголь»), химическая (концерн «Стирол», Горловский завод резинотехнических изделий, «Эластомер»), коксохимическая (Донецкий коксохимический завод), машиностроение (ЗАО «Горловский машиностроитель» (бывший Горловский машиностроительный завод), Новогорловский машиностроительный завод). Промышленность строительных материалов (Никитовский доломитный завод). Добыча ртутных руд (Никитовский ртутный комбинат).

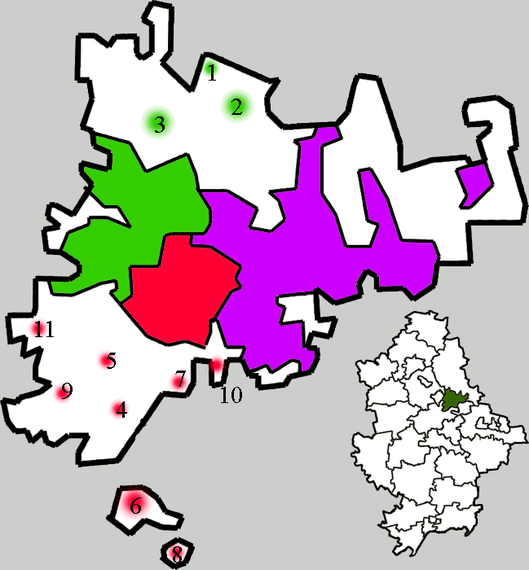
Состав Горловского городского совета:

| Районы Горловки: Калининский Никитовский Центральногородской | Населённые пункты: 1 — Гладосово 2 — Гольмовский 4 — Михайловка 5 — Озеряновка 6 — Пантелеймоновка 7 — Пятихатки 8 — Рясное 9 — Ставки 10 — Фёдоровка 11 — Широкая Балка |